# Еордея
Еордея (на гръцки: Δήμος Εορδαίας, Димос Еордеас) е дем в Република Гърция, част от област Западна Македония. Центърът му е град Кайляри (Птолемаида).

## История
В Античността Еордея (или Еордеа, Еордия) е област в Древна Македония на север от Елимия (Елимея). Според някои антични споменавания от Еордея е пълководецът на Александър III Македонски Аристон.

## Селища
Дем Еордея е създаден на 1 януари 2011 година след обединение на пет стари административни единици – демите Кайляри (Птолемаида), Каракамен (Вермио), Мурик (Мурики), Света Петка (Агия Параскеви) и община Влашка Блаца (Власти). Демът на практика възражда старата епархия Еордея на ном Кожани и съвпада с Кайлярска каза (Джумали) в Османската империя.

### Демова единица Влашка Блаца
Според преброяването от 2001 година община Влашка Блаца (Κοινότητα Βλάστης) има 645 жители и в нея влиза само едно селища – Влашка Блаца (Власти).

### Демова единица Кайляри
Според преброяването от 2001 година дем Кайляри (Δήμος Πτολεμαΐδας) с център Кайляри има население от 35 539 души и в него влизат следните селища:
- Демова секция Кайляри

- град Кайляри (Πτολεμαΐδα, Птолемаида)

- Демова секция Биралци

- село Биралци (или Налбанткьой, Περδίκκας, Пердикас)

- Демова секция Бошовци

- село Бошовци (Μαυροπηγή, Мавропиги)

- Демова секция Дурутово

- село Дурутово (Προάστιο, Проастио)
- село Стари лозя (Παλιά Αμπέλια, Палия Амбелия)

- Демова секция Коман

- село Коман (Κόμανος, Команос)

- Демова секция Конуй

- село Конуй (Δροσερό, Дросеро)

- Демова секция Котлари

- село Котлари (Πεντάβρυσος, Пендаврисос)

- Демова секция Липинци

- село Липинци (Ασβεστόπετρα, Асвестопетра)

- Демова секция Ракита

- село Ракита (Ολυμπιάδα, Олимпиада)

- Демова секция Требино

- село Требино (Тремно, на гръцки Καρδία, Кардия)

- Демова секция Харбино

- село Харбино (Πτελεώνας, Птелеонас)

- Демова секция Чор

- село Чор (Γαλάτεια, Галатия)

### Демова единица Каракамен
Според преброяването от 2001 година дем Каракамен (Δήμος Βερμίου) с център Учини (Комнина) има 3483 жители и в него влизат следните демови секции и селища:
- Демова секция Учини

- село Учини (Κομνηνά, Комнина)

- Демова секция Инско

- село Инско (Инели, Инелево, Ανατολικό, Анатолико)

- Демова секция Катраница

- село Катраница (Πύργοι, Пирги)

- Демова секция Кърмища

- село Кърмища (Кръмча, Μεσόβουνο, Месовуно)886 жители)

### Демова единица Мурик
Според преброяването от 2001 година дем Мурик (Δήμος Μουρικίου) с център село Емборе (Емборио) има 4896 жители и в него влизат следните демови секции и селища:
- Демова секция Емборе

- село Емборе (Εμπόριο, Емборио)

- Демова секция Дебрец

- село Дебрец (Αναρράχη, Анарахи)

- Демова секция Лъка

- село Лъка (Μηλοχώρι, Милохори)

- Демова секция Палеор

- село Палеор (Φούφας, Фуфас)

- Демова секция Сълпово

- село Сълпово (Άρδασσα, Ардаса)
- село Радунища (Κρυόβρυση, Криовриси)

### Демова единица Света Петка
Според преброяването от 2001 година дем Света Петка (Δήμος Αγίας Παρασκευής) с център Требища (Агиос Христофорос) има 1977 жители и в него влизат следните демови секции и селища:
- Демова секция Требища

- село Требища (Άγιος Χριστόφορος, Агиос Христофорос)

- Демова секция Войводина

- село Войводина (Спилия, Σπηλιά)

- Демова секция Козлукьой

- село Козлукьой (Καρυοχώρι, Кариохори)

- Демова секция Ранци

- село Ранци (Франкоч, Ερμακιά, Ермакия)